# Anthurium correae
Anthurium correae är en kallaväxtart som beskrevs av Thomas Bernard Croat. Anthurium correae ingår i släktet Anthurium och familjen kallaväxter. Inga underarter finns listade.